# Plenty, Victoria
Plenty är en förort till Melbourne i Australien. Den ligger i delstaten Victoria, omkring 21 kilometer nordost om delstatshuvudstaden Melbourne. Antalet invånare är 2 093.